# Manu del Moral
Manuel del Moral Fernández (Jaén, 25 de febrero de 1984), más conocido como Manu del Moral, es un exfutbolista y entrenador español que actualmente dirige al Getafe C. F. "B", equipo que milita en Segunda Federación de España.

## Trayectoria
Se formó como futbolista en las categorías inferiores del Real Jaén.
En 2001 fichó por el Atlético de Madrid, donde jugó en el equipo filial en la Segunda División B. Las dos siguientes temporadas estuvo cedido en el Recreativo de Huelva, desde donde regresó al Atlético de Madrid para jugar en Primera División. 
En 2006 fue fichado por el Getafe, club con el que alcanzó el subcampeonato de la Copa del Rey en las temporadas 2006-07 y 2007-08. El 7 de noviembre de 2010, Del Moral se convirtió en el máximo goleador en la historia del Getafe en Primera División, con treinta goles. Además, llegó a ser el capitán del equipo.
El 11 de mayo de 2011 se confirmó su fichaje por el Sevilla F. C., club que pagó cuatro millones de euros por su pase. En su primera temporada fue un pilar clave en el conjunto hispalense, aunque en la segunda, a las órdenes de Míchel González y posteriormente a las de Unai Emery, fue perdiendo protagonismo.
En la temporada 2013-14 fue cedido al Elche, y la siguiente campaña la disputó en el Éibar también a préstamo. El 27 de agosto de 2015 se confirmó su fichaje por el Real Valladolid por una temporada con opción a una segunda. 
El 29 de junio de 2016, el Numancia anunció su fichaje por dos temporadas.

## Selección nacional
Ha jugado en las categorías inferiores de la Selección de fútbol de España, marcando tres goles en cinco partidos disputados en categoría sub-19, y dos goles en cinco encuentros con la sub-23; además ha disputado nueve partidos con la selección sub-20. 
El 25 de mayo de 2011, fue convocado por primera vez a la selección absoluta para participar en los partidos que se disputaron en Estados Unidos y Venezuela, debutando frente a la selección venezolana el 7 de junio, al inicio de la segunda mitad del partido, tras sustituir a David Villa.

## Clubes

### Como jugador
| Club                            | Temporada     | Liga     | Liga  | Copa Nacional | Copa Nacional | Copa Internacional | Copa Internacional | Total    | Total |
| Club                            | Temporada     | Partidos | Goles | Partidos      | Goles         | Partidos           | Goles              | Partidos | Goles |
| ------------------------------- | ------------- | -------- | ----- | ------------- | ------------- | ------------------ | ------------------ | -------- | ----- |
| Atlético de Madrid "B" · España | 2002–03       | 36       | 3     | —             | —             | —                  | —                  | 36       | 3     |
| Atlético de Madrid "B" · España | 2003–04       | 14       | 1     | —             | —             | —                  | —                  | 14       | 1     |
| Atlético de Madrid "B" · España | Total         | 50       | 4     | —             | —             | —                  | —                  | 50       | 4     |
| Recreativo de Huelva · España   | 2003–04       | 5        | 1     | —             | —             | —                  | —                  | 5        | 1     |
| Recreativo de Huelva · España   | 2004–05       | 28       | 3     | 4             | 0             | —                  | —                  | 32       | 3     |
| Recreativo de Huelva · España   | Total         | 33       | 4     | 4             | 0             | 0                  | 0                  | 37       | 4     |
| Atlético de Madrid · España     | 2005–06       | 5        | 0     | 0             | 0             | —                  | —                  | 5        | 0     |
| Atlético de Madrid · España     | Total         | 5        | 0     | 0             | 0             | —                  | —                  | 5        | 0     |
| Getafe · España                 | 2006–07       | 29       | 8     | 6             | 0             | —                  | —                  | 35       | 8     |
| Getafe · España                 | 2007–08       | 34       | 7     | 5             | 1             | 7                  | 0                  | 46       | 8     |
| Getafe · España                 | 2008–09       | 29       | 5     | 1             | 0             | —                  | —                  | 30       | 5     |
| Getafe · España                 | 2009–10       | 36       | 7     | 8             | 1             | —                  | —                  | 44       | 8     |
| Getafe · España                 | 2010–11       | 30       | 10    | 2             | 0             | 5                  | 0                  | 37       | 10    |
| Getafe · España                 | Total         | 156      | 37    | 22            | 2             | 12                 | 0                  | 190      | 39    |
| Sevilla · España                | 2011–12       | 34       | 10    | 4             | 0             | 2                  | 0                  | 40       | 10    |
| Sevilla · España                | 2012–13       | 22       | 1     | 5             | 2             | —                  | —                  | 27       | 3     |
| Sevilla · España                | Total         | 56       | 11    | 9             | 2             | 2                  | 0                  | 67       | 13    |
| Elche · España                  | 2013–14       | 24       | 3     | 0             | 0             | —                  | —                  | 24       | 3     |
| Elche · España                  | Total         | 24       | 3     | 0             | 0             | —                  | —                  | 24       | 3     |
| Éibar · España                  | 2014–15       | 28       | 3     | 0             | 0             | —                  | —                  | 28       | 3     |
| Éibar · España                  | Total         | 28       | 3     | 0             | 0             | —                  | —                  | 28       | 3     |
| Real Valladolid · España        | 2015–16       | 25       | 3     | 0             | 0             | —                  | —                  | 25       | 3     |
| Real Valladolid · España        | Total         | 25       | 3     | 0             | 0             | —                  | —                  | 25       | 3     |
| Numancia · España               | 2016–17       | 17       | 8     | 1             | 0             | —                  | —                  | 18       | 8     |
| Numancia · España               | 2017–18       | 14       | 4     | 0             | 0             | —                  | —                  | 14       | 4     |
| Numancia · España               | Total         | 14       | 4     | 0             | 0             | —                  | —                  | 14       | 4     |
| Nàstic de Tarragona · España    | 2018          | 0        | 0     | 0             | 0             | —                  | —                  | 0        | 0     |
| Nàstic de Tarragona · España    | Total         | 0        | 0     | 0             | 0             | —                  | —                  | 0        | 0     |
| Rayo Majadahonda · España       | 2019          | 29       | 5     | 0             | 0             | —                  | —                  | 29       | 5     |
| Rayo Majadahonda · España       | Total         | 29       | 5     | 0             | 0             | —                  | —                  | 29       | 5     |
| Total carrera                   | Total carrera | 420      | 78    | 36            | 4             | 14                 | 0                  | 470      | 82    |

### Como entrenador
| Club                  | País   | Categoría          | Año       |
| --------------------- | ------ | ------------------ | --------- |
| Cultural Asako Motril | España | Primera Andaluza   | 2021-2022 |
| C. F. Motril          | España | Tercera Federación | 2025      |
| Getafe CF "B"         | España | Segunda Federación | 2025-act. |

## Selección nacional
| Año         | Amistoso | Amistoso | Mundial  | Mundial | Eurocopa | Eurocopa | Total    | Total |
| Año         | Partidos | Goles    | Partidos | Goles   | Partidos | Goles    | Partidos | Goles |
| ----------- | -------- | -------- | -------- | ------- | -------- | -------- | -------- | ----- |
| 2011 España | 1        | 0        | 0        | 0       | 0        | 0        | 1        | 0     |
| Total       | 1        | 0        | 0        | 0       | 0        | 0        | 1        | 0     |

Ha sido una vez internacional con la selección absoluta

## Palmarés

### Copas internacionales
| Título               | Club                      | País   | Año  |
| -------------------- | ------------------------- | ------ | ---- |
| Juegos Mediterráneos | Selección española sub-23 | España | 2005 |